# Dasyphyllum infundibulare
Dasyphyllum infundibulare là một loài thực vật có hoa trong họ Cúc. Loài này được (Baker) Cabrera mô tả khoa học đầu tiên năm 1959.